# Chionaema perversa
Chionaema perversa är en fjärilsart som beskrevs av Butler 1977. Chionaema perversa ingår i släktet Chionaema och familjen björnspinnare. Inga underarter finns listade i Catalogue of Life.